# Галичья Гора (заповедник)
Га́личья Гора́ — государственный заповедник в центре Северо-Донского реликтового ботанического района. Памятник природы, ботанический феномен. Расположен на Среднерусской возвышенности в Липецкой области. Крупный региональный научно-исследовательский центр. Имеет шесть участков-кластеров, представляющих наиболее ценные природные объекты верхнего Дона. Находится к западу от Задонска.

Один из самых маленьких заповедников мира. Находится в ведении Воронежского государственного университета Министерства образования и науки Российской Федерации.
Основной объект охраны в заповеднике — уникальная флора, характерные лесостепные сообщества и группировки петрофитов на обнажениях девонского известняка.
Заповедник известен своей необычайно богатой растительностью и уникальной фауной. Скалы, липняки, ковыльные и осоковые степи, нагорные березняки и дубравы, входящие в состав заповедника, образуют пёстрые растительные группировки и являются эталонами природы этого района центральной России.

## История
В 1573 году по приказу Ивана Грозного от 16 февраля в урочище Галичья Гора воздвигнут сторожевой пост, входивший в единую систему оборонительных укреплений России.
15 июня 1882 года профессорами Московского университета В. Я. Цингером и Д. И. Литвиновым было проведено первое однодневное фенологическое исследование урочища Галичья Гора. Ими были обнаружены 17 редчайших и не характерных для Русской равнины видов растений. Публикация исследования урочища вызвала сенсацию в научном мире. Впервые в Западной России были обнаружены многочисленные горно-альпийские и горно-степные виды растений, распространённые только в горных районах Кавказа, Алтая и Альп, то есть виды совершенно иных природных зон.
После первой публикации об урочище сюда стали съезжаться ботаники России. Исследованием феномена занимались учёные С. И. Ростовцев, С. Г. Навашин, Д. Н. Анучин, Н. В. Цингер, А. Ф. Флёров, Б. М. Козо-Полянский, Л. Г. Раменский, Н. С. Камышев, Н. П. Виноградов, С. В. Голицын, П. А. Смирнов, А. К. Скворцов, Ф. Н. Мильков, К. В. Скуфьин и другие. Особую ценность представляют работы В. Н. Хитрово, который дал первое подробное описание Галичьей Горы и составил путеводитель по ней.
В 1923 году на северном участке урочища железнодорожной организацией и местными жителями начата разработка карьера для добычи известняка. Уникальная природа на берегу Дона оказалась под угрозой. Благодаря стараниям В. Н. Хитрово, заведующего Елецким музеем краеведения А. А. Кириллова и вмешательству Орловского губисполкома Галичья Гора была спасена, а разработки карьера прекращены. 14 января 1925 года учёный комитет по охране природы Главнауки Наркомпроса РСФСР «постановил признать Галичью Гору ботаническим памятником природы и предложил её территорию изъять из хозяйственного использования». Решение об этом было послано в адрес Хитрово, но денег на организацию заповедника не было.
Понимая, что статус «ботанического памятника» не гарантирует реальную защиту урочищу, Хитрово продолжил свою деятельность по спасению Галичьей Горы. Он обосновал необходимость организации заповедника для «реальной защиты и охраны» памятника природы. В феврале 1925 года Хитрово повторно написал письмо в Главнауку Наркомпроса и послал туда экземпляр своего «Путеводителя по Галичьей горе». 8 апреля 1925 года вторичным решением учёного комитета по охране урочище Галичья Гора объявлена заповедником. Научное руководство заповедником «Галичья Гора» было возложено на Владимира Николаевича Хитрово, которое он осуществлял вплоть до 1930 года.
25 апреля 1925 года в связи с уязвимостью уникальных природных комплексов Галичьей Горы, расположенных на малой территории, создаётся государственный заповедник. С 1925 по 1936 год заповедник подчинялся Елецкому краеведческому музею. Это был первый заповедник Центрального Черноземья и седьмой в России. Созданный совет по изучению и охране заповедника провёл первые организационные работы: утвердил смету, организовал постоянную охрану, провёл геодезическую съемку урочища.
7 апреля 1936 года заповедник был передан в ведение Воронежского государственного университета. С этого момента начался период активного изучения флоры и фауны заповедника. Под руководством профессора Б. М. Козо-Полянского к исследованиям приступают ботаники С. В. Голицын, Н. П. Виноградов, Н. С. Камышев. Начинают работу зоологи, ландшафтоведы, гидрологи. Особое внимание уделяется проблеме реликтов и поиску урочищ со сниженно-альпийской растительностью. Многолетняя работа завершилась открытием и детальным описанием Северо-Донского реликтового ботанического района.
5 мая 1941 года заповедными были объявлены 77 гектаров урочища Морозова гора, расположенных на противоположном от Галичьей Горы берегу Дона.
Начавшаяся война прекратила научные исследования, а сам заповедник, находясь в прифронтовой полосе, жестоко пострадал — была вырублена дубрава, линии окопов обезобразили степные склоны, погибли почти все коллекции.
В 1951 году заповедник Галичья Гора был ликвидирован, и на его базе организована агробиологическая станция Воронежского университета.
В 1963 году агробиостанция получила под охрану урочища Быкова шея (30,8 га) и Воронов камень (11,4 га).
В 1966 году территория станции увеличилась на 23 га за счёт пойменного луга на левом берегу Дона, под Морозовой горой, который использовался главным образом для сельскохозяйственных экспериментов. Таким образом под защитой в урочище Морозова гора оказалось уже 100 гектаров.
В 1969 году агробиостанция получила под охрану урочища Плющань (39,5 га) и Воргольское (30,1 га). Большая заслуга в организации охраны новых участков принадлежит бывшим директорам агробиостанции Н. П. Виноградову и С. В. Голицыну.
В 1969 году Галичья Гора, включая все новые урочища, постановлением Совета министров РСФСР от 13 сентября 1969 года снова была объявлена государственным заповедником и подчинена Воронежскому университету.
В 1990 году на базе урочища Морозова гора был создан питомник редких видов хищных птиц.

## Физико-географические условия

### Кластеры
В ведении заповедника находятся шесть разобщенных участков-кластеров, расположенных в центральной части Липецкой области в долинах рек Дон, Быстрая Сосна и их притоках:
| Участок             | Площадь, Га | Год образования | Район области     | Расположение                                                                 |
| ------------------- | ----------- | --------------- | ----------------- | ---------------------------------------------------------------------------- |
| «Га́личья Гора»      | 19,0        | 1925            | Задонский район   | На правом берегу реки Дон у деревни Галичья Гора                             |
| «Моро́зова Гора»     | 100         | 1941            | Задонский район   | На левом берегу реки Дон у деревни Галичья Гора                              |
| «Во́ронов Камень»    | 11,4        | 1963            | Елецкий район     | На правом берегу реки Воргол в каньонообразной долине глубиной 60 метров     |
| «Ворго́льские скалы» | 30,0        | 1969            | Елецкий район     | На правом берегу реки Воргол в каньонообразной долине глубиной 60 метров     |
| «Плюща́нь»           | 39,5        | 1969            | Краснинский район | В одноимённом урочище на берегах речки Плющанки (недалеко от села Яблоново). |
| «Бы́кова Шея»        | 30,1        | 1963            | Липецкий район    | На реке Сухая Лубна в Дубнинской балке                                       |

#### Галичья Гора
Отрезок правого берега долины Дона длиной с севера на юг около 2 км и шириной от уреза воды до пограничного ограждения на плато от 200 до 300 м. Пойма выражена лишь в самой южной части участка, в остальных местах склон коренного берега начинается сразу от уреза воды. Эффектны массивные известняковые скалы, подчас причудливых форм. Карст проявляется в образовании небольших пещер, скал, узких трещин и воронок.
В 20 км к северу от Задонска на излучине Дона расположены два заповедных урочища. Правый склон донской долины, круто обрывающийся к реке пятидесятиметровым уступом, с давних пор носит название Галичьей Горы. Заповедана она в 1925 году, её площадь 19 га.
Основная достопримечательность этого урочища — скалы девонского известняка, ставшие убежищем редких растений. Среди них шиверекия подольская, костенец постенный, молодило русское, лапчатка донская, шлемник приземистый, эфедра двухколосковая, истод сибирский, бурачок Гмелина. Всего флора Галичьей горы содержит 650 видов растений.

#### Морозова гора
Морозова гора — противоположный от Галичьей, левый, берег долины протяжённостью с севера на юг 3 км. Максимальная ширина его до 600 м на севере, где плато переходит в облесённый склон и затем в пойму. К югу пойма быстро сужается, склон становится круче и спускается к самой воде. Скалы обнажены лишь в немногих местах и кое-где выходят на дневную поверхность по облесённым оврагам — отвершкам долины.
В урочище Морозова гора расположена усадьба заповедника с административными и жилыми постройками, музеем природы, коллекционными участками. Здесь же питомник хищных птиц, в задачи которого входит разведение и реинтродукция сокола-балобана, орла-карлика и других исчезающих видов.
Морозова гора — участок площадью 100 га; был заповедан в 1941 году. Пологие склоны Морозовой горы покрыты дубравой и березняками, переходящими на более крутых участках в редколесье с мозаикой кустарникковых зарослей и степных полян. Придолинное плато занимают разнотравно-ковыльные степи и залежи с восстанавливающимися лугово-степными сообществами. Во флоре Морозовой горы насчитывается 609 видов растений. Уникальны низкоосочковые петрофильные степи этого участка, насыщенные многими редкими и реликтовыми видами растений: кизильника алаунского, лапчатки донской, ковыля перистого, рябчика русского, лилии саранки. На коллекционных участках Морозовой горы можно увидеть редчайшие растения Центрального Черноземья — сосну меловую, волчеягодники Юлии и Софьи, берёзу низкую, крокус сетчатый, брандушку русскую, тюльпан Биберштейна.

#### Воргольские скалы
Воргольские скалы находятся в 10 километрах от Ельца в низовьях небольшого притока Быстрой Сосны Воргла, расположены два интересных в ботаническом и ландшафтном отношениях участка заповедника. Один из них — «Воронов Камень» площадью 9,5 га — был заповедан в 1963 году, другой — «Воргольское» площадью 31 га — в 1969 году. Воргольские скалы — это два каменных массива: массив «Звонари» и массив «Копчёный камень».
Оба эти участка расположены в узкой, врезанной на глубину 60 м каньонообразной долине. Отвесные скалы обрамляют поочерёдно то левый, то правый коренной склон, образуя на изгибах реки грандиозные обнажения. Благодаря своему нехарактерному для Русской равнины горному облику долина Воргла с днепровского оледенения стала убежищем ряда редких видов растений, более свойственных Альпам и Кавказу.
Скопление горных папоротников (костенца волосовидного и постенного, щитовника Роберта), высокое флористическое разнообразие (известно 457 видов высших растений), наличие редких видов (шиверекии подольской, смородины пушистой, мятлика оттянутого, тимьяна известнякового, кизильника алаунского) определило особую ценность этих урочищ и взятие их под охрану.

#### Воронов камень
Расположен в 12 км от города Ельца, на правом берегу Воргла, примерно в 100 метрах от Воргольских скал. Однако Воронов камень выделен в отдельный кластер заповедника. Долина реки имеет провальный каньонообразный характер. По обоим берегам выступают огромные живописные скалы известняка под местным названием «кичи». Причудливы пещеры, известняковые расщелины.
Расщелины тут длиной до 10 м, шириной до 1 м. С вершины камня открывается вид на излучину реки Воргол.
Главное отличие Вороновой скалы от Воргольских — это его карстовые воронки и расщелины, входы в которые прикрыты известняковыми камнями. Сверху вниз сам известняковый массив рассечён ущельем, на дне которого находится вход в небольшую и узкую карстовую пещеру с двумя входами. Второй вход — это скорее провал, узкий и небезопасный. Здесь достаточно известное и популярное место ночёвки. Вторая пещера представляет собой длинный узкий лаз, после которого открывается большой подземный зал.

#### Плющань
Плющань — исконно лесное урочище на правом берегу Дона общей площадью 200 га. Перерезая урочище в юго-восточном направлении, Плющанка берёт начало из пяти больших и множества малых родников, вытекающих из-под склона с нагорным березняком и дубовым лесом. Зигзагами петляя по урочищу, она подмывает коренные берега со щебнистым известняком и выходами скал, придавая пейзажу живописность. «Сниженно-альпийские» группировки растительности на берегах Плющанки важны для понимания истории растительности не только этого урочища, но и Средней России в целом.
Известна своей коллекцией реликтовых растений горных лесов Европы: борец-волкобойник, гладыш широколиственный, горичник олений, осока притупленная.
В 35 километрах к северу от Галичьей горы возвышенный правый берег Дона глубоко рассекает извилистая каньонообразная долина небольшой речки Плющанки. Беря начало из десятка мощных родников, она почти сразу же прячется под полог обширного лесного массива, чтобы через несколько километров донести свою хрустально-прозрачную и всегда студёную воду до Дона. Часть этого лесного массива занимает заповедное урочище Плющань. Охраняется оно с 1969 года.
Плющань — в основном лесное урочище. Крутые склоны долин Дона и Плющанки, пологие придолинные плато покрыты дубравой со значительным участием берёзы и липы, с хорошо развитым подлеском из лещины, бересклета, крушины.
На узком крутосклоне между ледобойной полосой и спускающимся сверху лесом вытянута уникальная «хризантемова поляна», представляющая, по словам С. В. Голицына, «как бы каким-то чудом занесённый к нам в Среднюю Россию уголок алтайского горного луга со множеством сибирских растений». Среди них — дендрантема (хризантема) Завадского, сердечник трёхраздельный, колокольчик алтайский, истод сибирский, клевер Литвинова. Всего во флоре урочища отмечено 716 видов растений.
Склоны южной экспозиции имеют степной облик. Среди зарослей тёрна и степной вишни произрастают ковыль перистый и красивейший, полыни шелковистая и широколистная, шлемник приземистый.

#### Быкова шея
К северо-востоку от Галичьей горы, в 10 км от Плющани, расположена Быкова Шея. Это урочище занимает крутой изгиб обширной долины пересыхающей речки Сухая Лубна. Его площадь 31 га, заповедано оно в 1963 году.
Быкова Шея — степной участок в 30-километровой Дубнинской балке. Склоны её безлесны, только крошечные участки березняков да сосновые посадки последних лет выделяются зелёными пятнами на фоне девственных ковыльных степей. Пологие склоны крутизной до 5—10° покрыты оносмово-ковыльным ковром с массой красочно цветущих видов. Изрезанность рельефа оврагами, промоинами и сам петлеобразный характер балки создают сложную геоморфологию участка и особую экологическую обстановку.
Быкова Шея — наиболее характерный и хорошо сохранившийся степной участок, в котором собрано множество реликтовых растений: 650 видов растений, из которых 30 редкие и реликтовые. Все они характерны для более южных районов России и сохранились на Быковой Шее со времён сухой ксеротермической эпохи древнего голоцена. Это оносма простейшая, эфедра двухколосковая, астрагал пушистоцветковый, овсец пустынный, вечерница солнцелюбивая, кустарники кизильник алаунский и шиповник куйманский и многие другие.

#### Перспективные участки
Включение в состав заповедника новых урочищ, таких, как Липовская гора, Сокольская гора, Аргамач-Пальна, Крутое, Корытня, Воронец, расширение заповеданной площади на Плющани и по Ворглу сократят разрыв между охраняемыми территориями до 10—15 км, повысят возможности межпопуляционного обмена, придадут большую стабильность экосистемам и повысят их способность к саморегуляции.

## Питомник хищных птиц
В заповеднике в 1990 году был создан питомник редких видов хищных птиц, занесённых в Красную книгу РФ.
Задуман и создан питомник был нынешним заведующим Петром Ивановичем Дудиным. Основной целью его организации является восстановление находящихся под угрозой исчезновения популяций этих птиц. В настоящий момент в питомнике содержатся соколы-балобаны, сапсаны, орлы-могильники, беркуты и некоторые другие хищные птицы.
Используя современные научные методы разведения, сотрудникам питомника удаётся получать от каждой пары в 2—3 раза больше птенцов, чем в естественных условиях. Выращенные молодые сокола ежегодно выпускаются в места их исторического обитания. В условиях недостаточного финансирования ежегодно удаётся выпускать на волю около 15—20 птиц.
Другим не менее важным направлением развития питомника является деятельность сотрудников по возрождению забытых традиций русской соколиной охоты.

## Научная деятельность
В начале XXI века заповедник является крупным региональным научно-исследовательским центром, ориентированным на выполнение экологических и природоохранных работ на территории Липецкой и сопредельных областей.
Научный отдел заповедника включает:
- 4 лаборатории (флоры и растительности, микологии, энтомологии, зоологии позвоночных);
- крупнейшие в регионе фондовые коллекции — гербарий Среднерусской возвышенности (35 628 гербарных листов 1788 видов высших растений), микологический гербарий (3,6 тыс. образцов) и фондовая коллекция беспозвоночных животных (232 723 экземпляров 3 960 видов);
- научную библиотеку, метеопост, музей, фотолабораторию.

В штат научного отдела входят 9 научных сотрудников и 9 лаборантов. Сотрудники являются высококвалифицированными специалистами в области экологии, ботаники, зоологии.
Научные исследования ведутся по следующим темам:
- «Летопись природы», которая ставит целью ежегодный сбор мониторинговых данных о состоянии природного комплекса заповедника и окружающих его территорий; тема ведётся с 1975 года;
- «Научные основы и методы сохранения разнообразия экосистем и ландшафтов особо охраняемых природных территорий Верхнего Подонья»

## Просветительская деятельность
Заповедник является важным центром экологического образования. Его ежегодно посещают множество экскурсантов, он служит базой для проведения учебной и производственной практики студентов ВГУ и других вузов России. На территории усадьбы заповедника действует детский полевой экологический лагерь.
Одним из важнейших направлений деятельности заповедника является экологическое просвещение населения, проводимое в следующих формах:
- Экскурсионная деятельность — за летний сезон 1999 года заповедник «Галичья гора» посетило 4963 экскурсанта. Экскурсии проводятся по специально подготовленной экологической тропе с посещением музея, альпийской горки и вольеров с хищными птицами.
- Летние экологические школы-лагеря для юных исследователей природы — в июне — июле 1998—1999 годов сотрудниками заповедника при поддержке Комитета по охране окружающей среды Липецка проведены специальные полевые занятия по экологии и охране природы для более чем 200 школьников Липецка.
- Ежегодно в заповеднике проводится «Марш парков» — организуются литературные конкурсы «Мир заповедной природы», выставки детских рисунков, встречи в областной научной библиотеке, экологические «десанты».
- Работа со СМИ. Сотрудники заповедника являются членами редколлегии областной детской экологической газеты «Сыроежка», авторами многочисленных публикаций в региональной и центральной прессе.
- Участие в съёмках научно-популярных фильмов и издании методических пособий. В последние годы снят ряд научно-популярных учебных видеофильмов (Заповедник «Галичья гора», Грибы, их использование и охрана, Ядовитые и лекарственные растения Липецкой области), подготовлены десятки природоохранных сюжетов для областных и региональных теле- и радиокомпаний, методические пособия для учителей.
- Участие научных сотрудников в проведении обучающих семинаров для руководителей юннатских станций и учителей биологии Липецкой области, областных слётах юных экологов.

## Флора
Несмотря на малую площадь (230 гектар), участки заповедника обладают чрезвычайно разнообразной флорой и фауной. На территории заповедника выявлено 974 вида сосудистых растений и 839 видов грибов.
В составе богатейшей (около 700 видов) флоры собственно Галичьей Горы около 40 видов редких степных и горноальпийских растений, в том числе реликтовых, сохранившихся с ледникового и позднеледникового времени (например, лапчатка донская, шиверекия подольская, папоротник костенец степной, эфедра).
Важнейшим достоянием заповедника является гербарий Среднерусской возвышенности и сопредельных областей, насчитывающий около 36 000 образцов.

## Фауна
Число видов беспозвоночных животных оценивается в 10 тысяч. Установлено, что в заповеднике обитают 573 вида бабочек, 132 вида пауков, 510 видов жуков, 749 видов перепончатокрылых (ос, пчёл, шмелей). Фауна позвоночных животных насчитывает 296 видов, 57 видов рыб, 7 видов амфибий, 6 видов рептилий, 187 видов птиц, 38 видов млекопитающих.
Наиболее охраняемые виды:
- Птицы
  - Беркут
  - Вяхирь
  - Зимородок
  - Канюк мохноногий
  - Кряква
  - Лунь луговой
  - Морянка
  - Орлан-белохвост
  - Пуночка
  - Свиристель
  - Черноголовый чекан
- Пресмыкающиеся или рептилии
  - Веретеница ломкая
  - Водяной уж
  - Обыкновенная медянка
- Амфибии или земноводные
  - Гребенчатый тритон
  - Травяная лягушка
- Млекопитающие
  - Кабан
  - Лось

## Дополнительная информация
В 1949 году член-корреспондент АН СССР Б. М. Козо-Полянский поднимал вопрос о присвоении заповеднику «Галичья гора» имени Хитрово, это начинание не было доведено до конца.

### Руководство
- Директор — Скользнев Николай Яковлевич (к. б. н.)
- Заместитель директора по научной работе — Сарычев Владимир Семёнович (к. б. н.)
- Заместитель директора по охране территории — Чеботников Анатолий Михайлович
- Начальник отдела экопросвещения — Цурикова Лариса Юрьевна